# Teodorów (powiat oławski)
Teodorów – osada w Polsce położona w województwie dolnośląskim, w powiecie oławskim, w gminie Domaniów.

## Podział administracyjny
W latach 1975–1998 miejscowość położona była w województwie wrocławskim.